# Frederico, Duque de Saxe-Altemburgo (1599-1625)
Frederico de Saxe-Altemburgo (12 de Fevereiro de 1599, Torgau – 24 de Outubro de 1625, Seelze) foi um membro do ramo ernestino da Casa de Wettin, duque de Saxe-Altemburgo e duque de Jülich-Cleves-Berg.  Por vezes, Frederico é referido como "Frederico, o Jovem", para ser destingido do príncipe Frederico de Saxe-Weimar, uma vez que, à nascença, ambos tinham o mesmo nome e título.

## Vida
Frederico era o terceiro filho do duque Frederico Guilherme I de Saxe-Weimar (1562–1602) e da sua segunda esposa, a condessa Ana Maria (1575–1643), filha de Filipe Luís, Conde Palatino de Neuburgo.
Após a morte do seu pai, Frederico herdou o Ducado de Saxe-Altemburgo juntamente com os seus irmãos João Filipe, João Guilherme e Frederico Guilherme II. Os seus guardiãs durante a menor idade foram Cristiano II, Eleitor da Saxónia e o seu tio, o duque João II.  Após a morte de João II em 1605, Cristiano II passou a ser o seu único guardião.
Após a Guerra de Sucessão de Jülich, os irmãos receberam os condados de Jülich, Cleves e Berg.  No entanto, como ainda eram menores de idade, apenas puderam utilizar o título e o brasão de armas.  Em 1612, os irmão entraram na Universidade de Leipzig para completar a sua educação.  Frederico e João Filipe participaram no Congresso da Princesa em Naumburgo em 1614, onde foi criada a aliança de heranças entre Brandemburgo, Hesse e a Saxónia.
Em 1618, o irmão mais velho, João Filipe, atingiu a maioridade e começou a governar de forma independente. Os irmãos mais novos decidiram permitir-lhe governar sozinho mesmo depois de eles atingirem a maioridade, em troca de uma compensação financeira. Inicialmente, o acordo só tinha a validade de alguns anos, mas, em 1624, foi alargado por tempo indeterminado.
Frederico prestou serviço militar às ordens do eleitor João Jorge I da Saxónia e lutou na Guerra dos Trinta Anos em Lusatia e na Boémia.  A partir de 1622, passou a comandar o seu próprio regimento, no entanto, este acabaria por ser desmembrado por falta de pagamento.  Depois, Frederico passou a servir às ordens de Cristiano, o Jovem de Brunsvique. Durante a Batalha de Stadtlohn em 1623, Frederico e Guilherme, Duque de Saxe-Weimar foram feitos prisioneiros pelo General Tilly, que entregou os duques ao sacro-imperador. Frederico esteve em cativeiro durante algum tempo, mas foi libertado em 1624 graças à intervenção de João Jorge I.
Em 1625, Frederico tornou-se comandante de cavalaria no exército da Dinamarca. Juntamente com o seu regimento, Frederico tinha um posto militar em Seelze.  Foram atacados por Tilly e Frederico morreu com uma ferida na cabeça.  Hans Michael Elias von Obentraut  morreu durante o mesmo ataque. O corpo de Frederico foi sepultado em Hanôver, mas foi transladado mais tarde para a Igreja dos Irmãos em Altemburgo. Frederico morreu solteiro e sem deixar descendência.

## Genealogia
| Frederico, Duque de Saxe-Altemburgo | Pai: Frederico Guilherme I, Duque de Saxe-Weimar | Avô paterno: João Guilherme, Duque de Saxe-Weimar    | Bisavô paterno: João Frederico I da Saxônia             |
| Frederico, Duque de Saxe-Altemburgo | Pai: Frederico Guilherme I, Duque de Saxe-Weimar | Avô paterno: João Guilherme, Duque de Saxe-Weimar    | Bisavó paterna: Síbila de Cleves                        |
| Frederico, Duque de Saxe-Altemburgo | Pai: Frederico Guilherme I, Duque de Saxe-Weimar | Avó paterna: Doroteia Susana do Palatinado-Simmern   | Bisavô paterno: Frederico III, Eleitor Palatino         |
| Frederico, Duque de Saxe-Altemburgo | Pai: Frederico Guilherme I, Duque de Saxe-Weimar | Avó paterna: Doroteia Susana do Palatinado-Simmern   | Bisavó paterna: Maria de Brandenburg-Kulmbach           |
| Frederico, Duque de Saxe-Altemburgo | Mãe: Ana Maria do Palatinado-Neuburgo            | Avô materno: Filipe Luís, Duque Palatino de Neuburgo | Bisavô materno: Wolfgang, Conde Palatino de Zweibrücken |
| Frederico, Duque de Saxe-Altemburgo | Mãe: Ana Maria do Palatinado-Neuburgo            | Avô materno: Filipe Luís, Duque Palatino de Neuburgo | Bisavó materna: Ana de Hesse                            |
| Frederico, Duque de Saxe-Altemburgo | Mãe: Ana Maria do Palatinado-Neuburgo            | Avó materna: Ana de Cleves                           | Bisavô materno: Guilherme, Duque de Jülich-Cleves-Berg  |
| Frederico, Duque de Saxe-Altemburgo | Mãe: Ana Maria do Palatinado-Neuburgo            | Avó materna: Ana de Cleves                           | Bisavó materna: Maria da Áustria                        |